# Visjneva
Visjneva (vitryska: Вішнева) är en agropolis i Vitryssland.   Den ligger i voblasten Hrodna voblast, i den nordvästra delen av landet, 110 km nordväst om huvudstaden Horad Mіnsk. Visjneva ligger 158 meter över havet och antalet invånare är 7 000. Den ligger vid sjön Vozera Vіsjneŭskaje.

## Natur
Terrängen runt Visjneva är platt. Trakten är glest befolkad. Visjneva är det största samhället i trakten.

## Berömda personer
Den israeliske f.d. politikern och presidenten Shimon Peres föddes i Visjneva, och bodde där under sina första 11 år i livet.